# 옥계휴게소
동해휴게소(東海休憩所, Donghae Service Area)는 강원특별자치도 동해시 망상동에 위치한 동해고속도로의 고속도로 휴게소이다. 속초 방향에서만 이용할 수 있다.

## 시설
- 화장실
- 식당
- 매점
- 수유실
- 브랜드매장 : 드롭탑, 이마트24
- 정유소 : EX-OIL,LPG충전소
- 전기차충전소
- 현금 자동 입출금기

## 전후
| 다음 지점   | ← | 현재 지점  | ← | 이전 지점     |
| ----------- | - | ---------- | - | ------------- |
| 망상 나들목 | ← | 옥계휴게소 | ← | 옥계 나들목   |
| 구정휴게소  | ← | 옥계휴게소 | ← | 고속도로 기점 |